# متحف مدرسة الإصلاح
متحف مدرسة الإصلاح، هو واحد من المعالم السياحية في مدينة الشارقة، ومعلم سياحي لأول مدرسة نظامية في الشارقة، يشرح تاريخ التعليم في إمارة الشارقة ومراحل تطوره، ويعتبر من أهم الأماكن التي يمكن للسائحين والأهالي زيارته للتعرف على الحضارة التعليمية في البلاد، فهو يناسب جميع الفئات العمرية من مختلف الأجيال، ويمكن زيارته خلال أيام الأسبوع بعد دفع رسوم رمزية، مع إعفاء رسوم دخول الرحلات المدرسية الخاصة والحكومية والأطفال.

## تاريخ المدرسة
أنشأت في البداية تحت مسمى المدرسة التيمية المحمودية، كأول مدرسة تعليمية رسمية في إمارة الشارقة عام 1935 في إحدى قرى منطقة الحيرة على يد الشيخ محمد بن علي المحمود، وهو رائد ديني وفكري الذي تولى إدارتها حتى عام 1948، حيث كانت الطريقة المعتادة للتدريس في ذلك الوقت تلقي مجموعات صغيرة من الأطفال دروساً إسلامية تقليدية في منزل عالم ديني، ولم تكن المدرسة متاحة فقط لطلاب الشارقة بل استقبلت الطلاب من جميع أنحاء الخليج العربي، حيث كان الطلاب القادمون من خارج المنطقة يقضون لياليهم خلال فترة الفصل الدراسي في السكن بالطابق العلوي للمدرسة، أو كما كان يسمى مهجع النوم.
يتكون مبنى المدرسة من طابقين وهو يعكس نموذج البناء الخليجي، وقد استخدمت الكتل المرجانية والأحجار البحرية في عملية البناء حيث تم لصقها مع بعضها البعض بواسطة الجص، ويوجد في الطابق الأرضي 13 غرفة تطل جميعها على ساحة المدرسة المركزية، كما تتباين الغرف فيما بينها من حيث فترة التأسيس ومن حيث الحجم، ويحتوي الطابق الأرضي أيضاً على غرفة المدير وغرفة المعلمين والمكتبة، وقد تم تصميم المبنى بطريقة تساعد على التخفيف من الحرارة.
انتقل عمل المدرسة فيما بعد إلى المنزل الذي يشكل المتحف اليوم، وعُرفت باسم مدرسة الإصلاح، وتم استقطاب مدرسين من الدول العربية الأخرى وتوسيع المناهج الدراسية ما وراء الدين ليشمل الرياضيات والتاريخ والجغرافيا وعلم الفلك والأدب، وحتى بعض دروس اللغة الإنجليزية، وكانت من أوائل المدارس في المنطقة لتعليم الفتيات، ومن ثم تم تغيير اسم المدرسة إلى الإصلاح القاسمية في الأربعينيات من القرن الماضي، تقديراً للشيخ سلطان بن صقر القاسمي حاكم الشارقة في ذلك الوقت، والذي كان من أبرز طلابها.

## تحويلها إلى متحف
تم الاستغناء عن المدرسة في الخمسينيات بعد افتتاح معاهد تعليمية أكبر في مناطق أخرى، وفي التسعينيات تم ترميمه وتحويله إلى متحف، ومن ثم تم افتتاح متحف مدرسة الإصلاح في شهر أبريل من عام 2003. ولا يزال المتحف اليوم يحتفظ بالمقاعد الخشبية التي درس عليها رواد العلم لتلقي التعاليم الدينية والتربوية الإسلامية الصحيحة، والمظلات التي كانت توضع لحماية الطلاب من أشعة الشمس، إضافة للألواح السوداء والطباشير واللوحات التعريفية والتعليمية وصور الطلاب وصور أهم العلماء الذين ساهموا ببناء هذه المدرسة والتدريس فيها، كما يضم المتحف غرفة مدير المدرسة التي تحتوي على العديد من مرافع القرآن الكريم التي كانت تصنع قديماً باستخدام سعف النخيل.